# Adele Paasch
Adele Emilie Paasch (geboortenaam: Hillringhaus - Barmen, 16 juni 1868 – Potsdam 7 juli 1937) was een Duits beeldhouwster en medailleur.

## Leven en werk
Paasch studeerde anatomie aan de Berlijnse Kunstschool onder Maximilian Schäfer. Daarnaast volgde ze beeldhouwlessen in de ateliers van Robert Toberentz en Rudolf Siemering. Vervolgens specialiseerde ze zich in portretten, in het bijzonder bustes, medailles en reliëfs.
In oktober 1885 huwde ze met Richard Paasch, met wie ze twee kinderen kreeg. In 1910 woonde het gezin op Wilhelmstraße 22 te Berlijn.

## Tentoonstellingen
In 1906 nam Paasch deel aan de expositie Wuppertaler Künstler van de Barmer Kunstverein in Kunsthalle Barmen. In 1908 presenteerde ze de beeldengroep Sein Weib op de Große Berliner Kunstausstellung.

## Werken

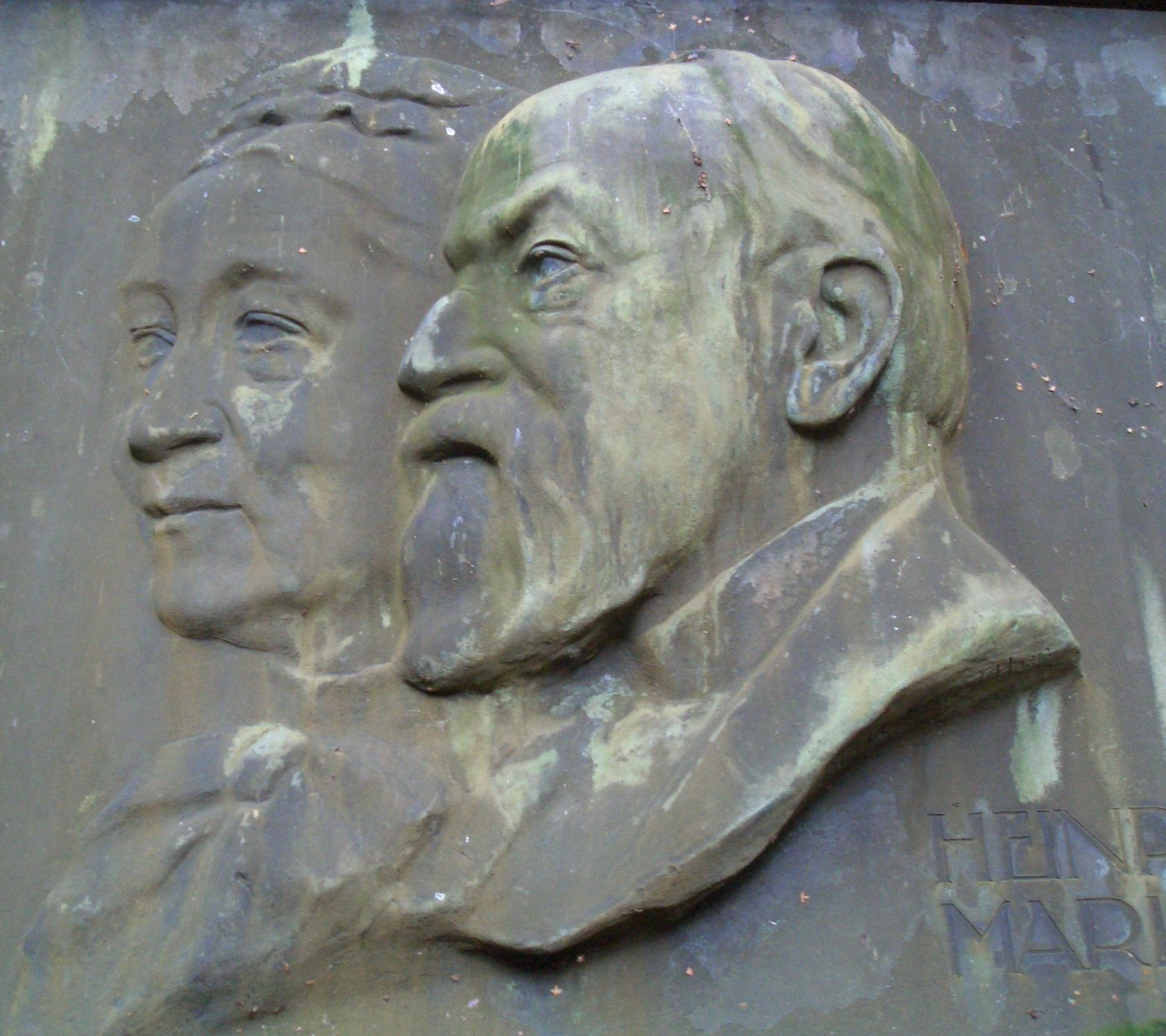
Marie & Heinrich Laehr op de begraafplaats in Schönower Park

- 1899: buste prof. dr. Werner Körte
- 1900: buste boekhandelaar R. Appelius
- 1901: buste prof. H. G. Meyer
- 1901: buste Ingeborg
- 1903: buste Franz Reuleaux
- 1904: buste Kinderkopf mit Eidechse
- 1909: buste Friedrich Körte (vader van Werner Körte hierboven)
- 1907: beeldengroep bij Villa Hügel (Essen)
- 1912: buste dr. Carl HofmannGrafmonument van gynaecoloog Paul Straßmann
- 1916: buste Carl Reichstein
- 1922: buste Frau v. O.

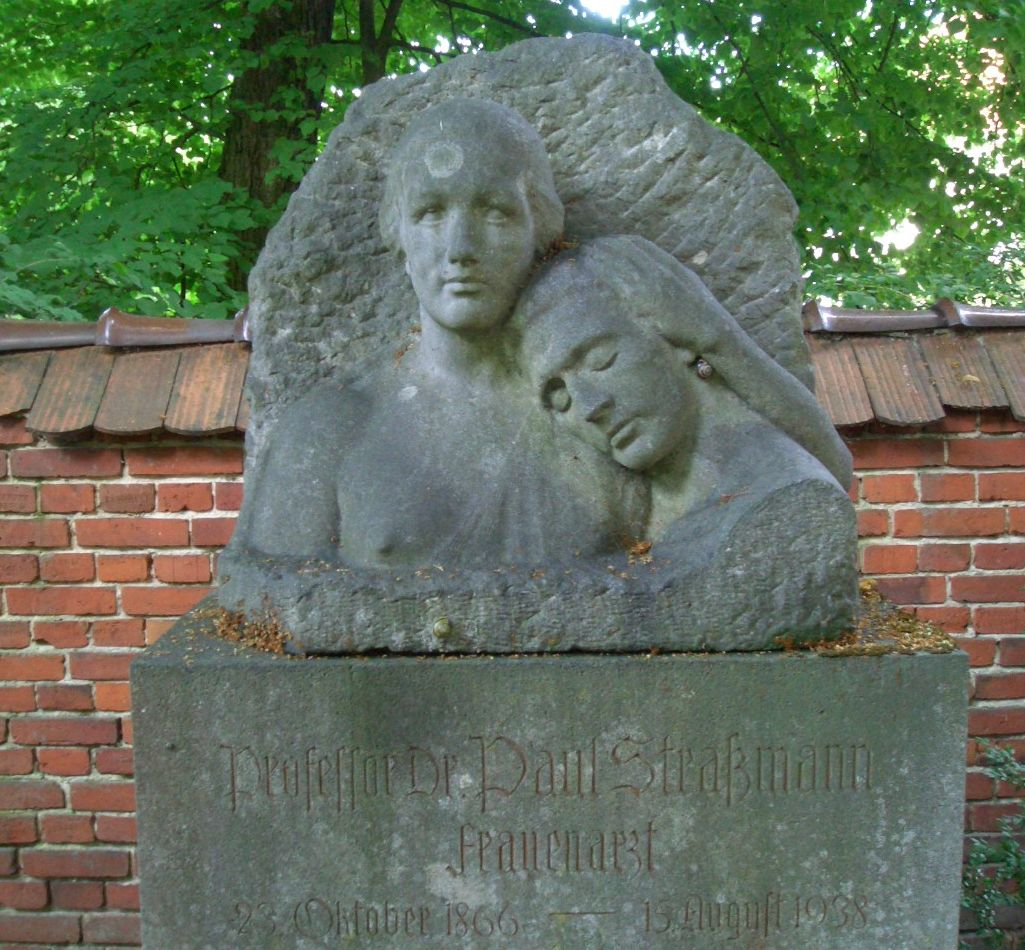
Grafmonument van gynaecoloog Paul Straßmann

- 0000: buste Bernhard Dernburg (in het Berlin Museum)
- 0000: buste Ignoramus
- 0000: grafreliëf Marie en Heinrich Laer op begraafplaats Schönower Park (Berlijn)
- 0000: grafmonument van prof. dr. Paul Straßmann op Neuer Friedhof Wannsee
- 0000: grafmonument van August Stenger († 1909) op Friedhof Pankow I